# Dolmen des Trois Pierres (Trie-Château)
Der Dolmen des Trois Pierres (deutsch „Dolmen der drei Steine“ – auch Dolmen de la Pierre Percée oder Dolmen de la Pierre Trouée genannt) ist eine Megalithanlage der Seine-Oise-Marne-Kultur (S-O-M) aus der Jungsteinzeit im Bois de la Garenne (Wald) in Trie-Château in der Picardie im Département Oise in Frankreich. Der Dolmen ist ein Monument historique.
Es gibt weiteren Dolmen dieses Namens: bei Saint-Nazaire und den (bret.: „En Tri Men“ oder „de Tri-Men-de-Castello“ genannten) zwischen den Weilern Rohabon und Castello im Département Morbihan.
Der Trois Pierres von Trie-Château ist kein Dolmen, sondern das Überbleibsel einer Allée couverte aus Kalkstein, von der nur ein kurzer Gang- und Kammerbereich, bestehend aus zwei Tragsteinen und einer Deckenplatte sowie dem Eintrittsstein mit einem zersprungenen Seelenloch (französisch dalle-hublot) von 30 cm Durchmesser, erhalten ist.
Die 1876 erfolgten Ausgrabungen von M. E. Riviere, M. M. Fitan und Léon de Vesly (1844–1920) erbrachten eine Reihe menschlicher Knochen.
Er gehört zu den ersten fünf Dolmen die 1862 zu Monuments historiques erklärt wurden.